# KV4
KV4 (acronim de la King's Valley 4) este unul dintre mormintele Egiptului Antic aflate în Valea Regilor. Acest mormânt a aparținut lui Ramses al XI-lea.